# التحيز ضد المشردين

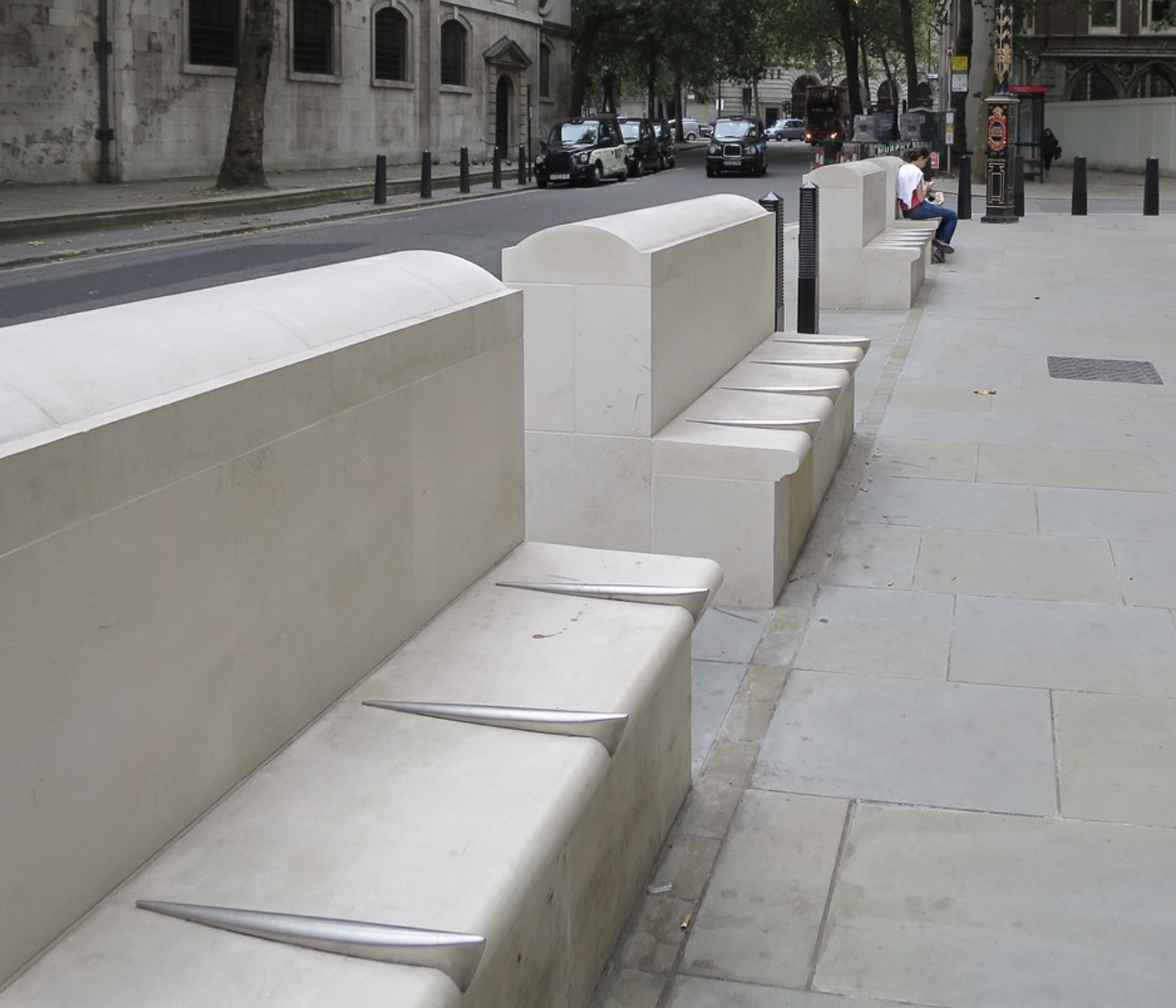
العمارة المناهضة للمشردين

يطلق مصطلح التحيز ضد المشردين على التعامل مع المشردين أو أولئك الذين يعتبرون بلا مأوى دون إرادة منهم. وكما هو الحال مع معظم أنواع التحيّز، يمكن أن يتجسد ضمن أشكال عديدة.

## التحيّز التشريعي للمتشردين
إن استخدام القانون بغرض التحيّز ضد المشردين يأخذ أشكالاً مختلفة: كتقييد المناطق العامة التي يسمح فيها الجلوس والنوم، والمراسيم التي تقيّد التسوّل العدواني، والإجراءات التي تهدف إلى نقل الأشخاص الذين لا مأوى لهم لمناطق معينة، ومعاقبة التسكّع أو السلوك المعادي للمجتمع ، أو فرض القوانين على المشردين حصراً دون الأشخاص الذين لا يمتلكون مأوى.
لاحظت الروائية الفرنسية أناتولي فرانس هذه الظاهرة منذ عام 1894، حيث رصدت أن «القانون بمساواته المهيبة، يمنع الأثرياء والفقراء على حد سواء من النوم تحت الجسور.»

### تجريم التشرد في الولايات المتحدة الأمريكية
هنالك ميل متزايد في الولايات المتحدة الأمريكية نحو تجريم التشرد. ويعتقد أنصار هذا النهج أن التدابير العقابية سوف تردع الناس من نمط حياة بلا مأوى.
تحقيقاً لهذه الغاية، تقوم المدن في جميع أنحاء البلاد بحظر الأنشطة اليومية الضرورية للبقاء تدريجياً، مثل النوم والأكل والجلوس والتسول في الأماكن العامة، وقامت بتطبيق قوانين أكثر حيادية بشكل انتقائي كتلك التي تحظر عدة أنواع من التسول ضد السكان الذين بلا مأوى.
يحمّل المخالفون لهذه القوانين عادةً عقوبات جنائية، حيث يكون الناتج هو فرض الغرامات أو الحبس أو كليهما. كما يتعرض الناس المتشردين إلى تقييدات شديدة فيما يتعلق بالسكن والتوظيف في حال كانوا يواجهون «تهماً جنائية» جديدة.
في نيسان عام 2006، قضت محكمة الاستئناف في الولايات المتحدة الأمريكية في دورتها التاسعة بجعل التشرد جريمة من خلال اتهام المتشردين بانتهاك التعديلين الثامن والرابع عشر.

## الإيذاء الإجرامي
إن العوامل الدقيقة المرتبطة بالإيذاء والإصابة للمتشردين غير واضحة بشكل كامل. ما يقرب نصف المشردين تقريباً هم ضحايا عنف. كانت هناك العديد من جرائم العنف التي ارتكبت ضد المشردين بسبب تشردهم. وجدت دراسة في عام 2007 أن هذا العدد في تزايد.

## تعذّر الوصول إلى الحمامات العامة
ضمن إطار التحالف الوطني لإنهاء التشرد، في كانون الثاني عام 2017، بلغ مجموع الأشخاص بلا مأوى الذين تم تمثيلهم في جميع أنحاء الولايات المتحدة الأمريكية 553,742 شخصاً. ومن بين هؤلاء الذين تم الكشف عنهم، كان 188,575 منهم بلا مأوى وعاشوا في مكان غير مخصص للسكن البشري كالشوارع والمباني المهجورة. تقع العديد من المخيمات الخاصة بالأشخاص بلا مأوى في الأحياء الصناعية وعلى طول الطرق السريعة، بعيداً عن مرافق الحدائق العامة حيث توجد حمامات للاستخدام العام. إذ لم توفر البلديات المحلية إمكانية الوصول إلى الحمامات العامة، مما ترك المشردون أمام خيار واحد، التغوط في الشوارع والممرات المائية بالقرب من مخيماتهم. أصدر روبنسون وسيكلز مع جامعة كولورادو دنفر  تقريراً يسلّط الضوء على تجريم التشرد في ولاية كولورادو الأمريكية. وجدوا خلال بحثهم أن 83% من الأشخاص الذين أجريت معهم المقابلات حرموا من الوصول إلى الحمامات العامة لأنهم بلا مأوى. مما يجعل من المتشردين في جميع أنحاء العالم يعيشون في ظروف العالم الثالث. وهذا بدوره يؤدي إلى مخاوف عدة فيما يتعلق بالصحة العامة مثل تفشّي التهاب الكبد الوبائي في كاليفورنيا. كما أفاد الدكتور كوشيل لجريدة نيو انجلاند الطبية، 1أنه في عام 2017 وحده أصيب 649 شخصاً في كاليفورنيا بعدوى التهاب الكبد الوبائي A، حيث بدأ هذا الوباء من السكان المتشردين. إذا أخفقنا في التفكير في التكلفة الحقيقية لحرمان المتشردين من الحمامات، فإننا نضع مجتمعاتنا في خطر ونترك مجموعة كاملة من الناس يعيشون كمواطنين من الدرجة الثانية بدون وسائل الراحة الأساسية في العالم الأول.

## المناصرة والتوعية

### التحالف الوطني لإنهاء التشرد
يقدم التحالف الوطني لإنهاء التشرد مجموعة منظمة من القضايا والحلول للمتشردين مع توفير وسائل للتبرع والدعم. تعرب رئيسة التحالف نان رومان عن رأيها بأن الناس سيواجهون دائماً مشاكل وأزمات، لكن في بلد غنية كهذه البلد تقدّر قيمة الحياة البشرية، لا يجب أن يوجد ما يسمى بالتشرد.

### أسبوع التوعية الوطني للجوع والتشرد
يقام أسبوع التوعية الوطني للجوع والتشرد كل عام قبل أسبوع من عيد الشكر، وذلك للتوعية بالقضايا المتعلقة بالجوع والتشرد في المجتمعات المحلية. تقدم المؤسسة الخيرية إرشادات وأدوات تعليمية تشجع الجمهور على المشاركة. يتم تشجيع المشاركين على تقديم الشكر ومساعدة زملائهم أعضاء المجتمع في أوقات الحاجة.